# Bonanza Banzai
A Bonanza Banzai az 1990-es évek elejének legendás sikerű magyar kultuszzenekara.
1988. május 28-án alakultak Budapesten, bár Hauber Zsolt és Kovács Ákos ezzel a névvel már 1987-ben fellépett a Csillag Születik tehetségkutatón is. Legelső számuk – amellyel később sikert arattak – az Induljon a banzáj! volt. Hangzásukat a szintipop műfajra építették. A „magyar Depeche Mode”-nak is nevezték őket egy időben, mivel a Depeche Mode zenéjének jellegzetes vonásait egytől egyig lekoppintották. A Budapest Sportcsarnokban hatalmas sikereket arattak 6-szor telt ház előtt, mint például az 1991-es Bonanza LIVE Banzai című koncertjükkel, az 1992-es Elmondatott dupla lemezbemutató koncertjükkel, valamint 1993-as Ünnep I-II. című koncertjükkel és búcsúkoncertjükkel. Ez utóbbi 1994-ben volt, ezzel fel is oszlott a zenekar. Még előző évben, 1993-ban az énekes Kovács Ákos kiadta első szólóalbumát, melynek címe Karcolatok.
Az együttes összesen 8 stúdió- és 2 koncertalbumot adott ki, melyekből 5 aranylemez lett.
Hat évnyi sikeres zenélés után 1994-ben feloszlott az együttes. A tagok közül Ákos 13 stúdióalbumot készített és néhány maxi kislemezt adott ki. Hauber Zsolt maradt a zeneiparban, szerzőként, producerként, kliprendezőként és grafikusként alkot. Több mint 40 sikeres album, kislemez, videóklip és tv-műsor fűződik nevéhez. Legutóbbi hírek szerint Menczel Gábor egy informatikai cégnél dolgozik.

## Tagjai
- Hauber Zsolt – szintetizátor, zongora, ütőhangszerek
- Kovács Ákos – ének, vokál, gitár, dob
- Menczel Gábor – szintetizátor

## Történetük

### 1987-89: a korai évek
Kovács Ákos és Hauber Zsolt már gimnazista koruk óta ismerték egymást a Fazekas gimnázium énekkarából. Zsolt ötlete nyomán, miután Ákos leszerelt a katonaságból, 1987-ben közösen jelentkeztek a Csillag Születik tehetségkutatóba, együttes kategóriában – már ekkor is a Bonanza Banzai nevet használva.
Miután demójuk elnyerte a zsűri tetszését, továbbjutottak a középdöntőbe, amelyet a Petőfi Csarnokban rendeztek. Bár együttes kategóriában nem jutottak tovább, a zsűri egyik tagjának, későbbi menedzserüknek, Fábián Tibornak a javaslatára továbbléptek szólista kategóriában: Ede és a Bonanza Banzai néven a 3. helyet szerezték meg. Ezután nézeteltérések miatt feloszlottak.
Egy évre rá azonban újra egymásra találtak, és kiegészültek egy harmadik taggal: Menczel Gábor, miután szeretett volna magának elektronikus zenekart találni, Fábián Tiboron keresztül becsatlakozott az együttesbe. Néhány számos playback-fellépéseik már ekkor is nagy sikert arattak, felléptek többek között a Csillagfény Discóban, vagy a Depeche Mode-klubban. Még ebben az évben jelent meg első kiadványuk, a Ladies from that House című maxi, kazettán.
1989-ben jelent meg első nagylemezük, Induljon a banzáj! címmel. A névadó szám, mely mind a mai napig az együttessel leginkább azonosított sláger, már korábban is befutott, így az album nagy siker és aranylemez (50 ezer eladott példány) lett. Első önálló élő fellépésüket 1989. június 17-én tartották a Kertészeti Egyetem Klubjában telt ház (1500 rajongó) előtt.

### 1990-91: a csúcson
1990-ben megjelent második nagylemezük A jel címmel. Ez az első albumuk, mely már kiadásakor megjelent az ekkor itthon még gyerekcipőben járó CD-formátumban. Az évben két telt házas PeCsa-koncertet is tartottak júniusban és novemberben, mindkettő sikeres volt (6 ezer rajongó). 1991 tavaszán adták ki kultikus albumukat, a George Orwell művén alapuló 1984 című nagylemezt, melynek címadó száma szintén nagy sikert aratott, a mai napig ikonikus Bonanza dal. Tavasszal ismételten PeCsa-koncert volt a lemez bemutatására, telt házzal (3000 rajongó).
Elkezdtek a külföld felé kacsintgatni: 1990-ben az első két album számaiból elkészült a The Compilation című – részben angol nyelvű – válogatáslemez. Ennek egyik eredménye, hogy a japán NHK TV szilveszteri műsorában Bonanza-klipek kerültek adásba. Az 1991-es kölni EBU fesztiválra a Magyar Rádió a Bonanzát delegálta.
A KEK-en rendezett dupla estés koncert az első napjának közepén a közönség hatására fellépett életveszélyes statikai hibákra hivatkozva félbemaradt. Helyette a Pecsa szabadtéri színpadán 6 ezer rajongó előtt pótolták be a koncertet. Az 1991 őszén megjelent A pillanat emlékműve aranylemezes (50 ezer eladott példány) album számaival, köztük a szintén legendássá vált Valami véget ért-tel felvértezve 1991. november 15-én az együttes, mindössze két évnyi koncertezés után fellépett a 13 ezer fős Budapest Sportcsarnokban. A nagy sikert hozó koncertet megörökítették az együttes első koncertalbumán, a Bonanza Live Banzai-on, amely aranylemez lett (50 ezer eladott példány).
Bár az együttes látszólag ereje teljében volt, a háttérben már gyűltek a viharfelhők: Ákos szerint az elektronikus zene keretein belül elérték, amit lehetett, és itt az ideje stílust váltani, ám Gábor és Zsolt szerint csak most kezdi élni fénykorát, amit később igazol a techno-house-rave világszintű térhódítása. A nézeteltérések közepette Ákos szólóalbum készítésébe fogott.

### 1992-94: vége?
1992-ben jelent meg pályafutásuk legsikeresebb (80 ezer eladott példány) Elmondatott című albuma. Az Aranyzsiráf (ma Fonogram) díjátadón az Év hazai hangfelvétele, az Év hazai lemezborítója, az Év hazai videóklipje és az Év hazai koncertje kategóriákban is nyertek. Az év végi koncerttel két este léptek fel telt ház előtt a BS-ben, 1992. november 13-án és 14-én (26 ezer rajongó).
Bár már az előző évben bejelentette elkészítését, Ákos szólóalbuma, a Karcolatok csak 1993 elején jelent meg. Pletykálni kezdték az együttes feloszlását, mely csak felerősödött, miután az ez évben megjelent Régi és új című albumuk mindössze öt új számot (ebből egy instrumentálisat) tartalmazott, a maradék időt az együttes korábbi számainak remixei töltötték ki. Az év végi dupla telt házas BS dupla koncert (26 ezer rajongó) azonban ekkor sem maradt el, illetve a feloszlást sejtető jeleket némileg csitította, amikor Ákos a BMG kiadóhoz történő átszerződése mellett két Bonanza-albumra is szerződés köttetett a kiadóval.
Persze a háttérben ekkor már komoly feszültségek húzódtak meg. Gábor és Zsolt technoalbumba kezdtek, melyet 1994 elején Németországban adtak ki Bonanza feat. Bonna Ross néven. Ákos kifogásolta az engedélye nélküli névhasználatot, illetve ez idő alatt a saját karrierjére koncentrált: április 30-án megtartotta első önálló koncertjét a BS-ben, telt ház előtt (melyen Zsolt is fellépett).
Ezután jött a nagy bejelentés, ami sejthető volt: az év második felében kiadott album lesz a Bonanza utolsó produkciója. Az aranylemez (25 ezer eladott példány) Jóslat munkáin Gábor már részt sem vesz, a zene Zsolt, a szöveg Ákos munkája.
1994. november 12-én koncertezett utoljára az együttes 13 ezer rajongó előtt. A két albumra szóló lemezszerződést kitöltendő, a koncertről még megjelent egy koncertalbum, Búcsúkoncert címmel.

### 1994 után
Ákos karrierje szólópályafutás keretében folytatódott, mely mind a mai napig tart, töretlen sikerrel. Miután a 2084 c. albummal visszatért az elektronikus zene világába, 2014 és 2016 között Zsolt, Ákos meghívására csatlakozott zeneszerzőnek és billentyűsnek a produkcióhoz. Első sikerük, az Igazán című dal a valaha volt legsikeresebb Ákos-dal lett. Közös munkájuk gyümölcse az Újrakezdhetnénk, Ugyanúgy, az Ébredj mellettem, az Amikor szerettél, a Még egyszer, a Cég, és a Szabadon című dalok. Zsolt a 6 telt házas Budapest Aréna koncerteken (78 ezer rajongó) együtt zenélt Ákossal.
Zsolt a Bonanza feloszlása után előadóként kevesebb, ám zeneszerzőként és producerként annál sikeresebb karriert futott be. 1995-ben megjelent egy lemeze Kormos Zsolttal közösen, együttesüket Le Prelude névre keresztelve. Az Arccal a földnek c. album nem fogyott rosszul, ám folytatás nem akadt. Nevéhez fűződnek az aranylemezes Carpe Diem – Álomhajó, az EMH– Dübörög a ház, Erica C, Roby D – Tiszta őrület, Padödö – Te vagy a legjobb dolog a héten slágerek. 1996-ban létrehozta a valaha volt legsikeresebb magyar lányegyüttest, a Fresh-t, melynek zeneszerzője, producere, grafikusa és kliprendezője. 1 aranylemezt, 5 nagylemezt 27 kislemezt és 15 klipet készített. 2008-tól Magyarországon elsőként chillout albumokat ír és jelentet meg, immár a sorozat 7. darabját. Kismamáknak és gyógyuló betegeknek relaxációs zenéket ír.
Gábor a Bonanza megszűnte után jó időre visszavonult a zenei élettől, informatikai vállalkozásba kezdett. 2014-ben a Kozmix frontemberével, Lányi Lalával közösen megalapította a Respect nevű együttest, mely egy rövid turnét is adott.
A trió 2004-2005 között állt össze újra a Kisstadionban 16 ezer rajongó örömére, ahol 3 legnagyobb slágerüket, az Induljon a banzáj-t, a Valami véget ért-et és az Elmondatott dalaikat adták elő. Ákos Utolsó hangos dal turnéján háromszámos blokkokban adtak elő Bonanza slágereket.

## Diszkográfia

### Stúdióalbumok
- 1989 – Induljon a banzáj! (LP, MC, CD)
- 1990 – A jel (LP, MC, CD) #22
- 1991 – 1984 (LP, MC, CD) #1
- 1991 – A pillanat emlékműve (LP, MC, CD) #3
- 1992 – Bonanza Live Banzai (LP, MC, CD) #2
- 1992 – Elmondatott (LP, MC, CD) #3
- 1993 – Régi és új (MC, CD) #2
- 1994 – Jóslat (LP, MC, CD) #1
- 1995 – Búcsúkoncert (LP, MC, CD) #3

### Válogatások
- 1990 – The Compilation (CD)
- 1991 – Monumentum (CD)
- 2019 – Early Years 1989-91 (2LP)

### Kislemezek
- 1988 – Ladies From That House (White House Mixes) (promo MC)
- 1990 – A megváltó (7") (A bonanza füzet melléklete)

### Videókiadványok
- 1992 – Bonanza Live Banzai (VHS)
- 1994 – Ünnep '93 (VHS)
- 2008 – Bonanza Banzai 87-92 (válogatás – a megalakulás 20. évfordulójára) (DVD)
- 2009 – Bonanza Banzai 93-94 (három koncertfelvétel – a megalakulás 21. évfordulójára) (DVD)